# فرار رو به جلو
عبارت فرار به جلو اشاره به تاکتیکی معروف در عرصهٔ سیاست و نوعی مغالطه از مغالطات مقام دفاع دارد که در آن فردِ موردِ نقد، که قادر به دفاع منطقی از موقعیت خود نیست، از پاسخگویی فرار می‌کند، و با محق جلوه دادن خود سعی دارد به جای موضع ضعف از موضع قدرت سخن بگوید. این مغالطه معمولاً با فرافکنی همراه است.
کسانی که از تاکتیک فرار به جلو استفاده می‌کنند قصد بحث ندارند بلکه در پی شکست دادن طرف دیگر یا اطراف دخیل در بحث، یا مدیریت بحران در شرایط ضعف هستند.